# 大和田義栄
大和田 義栄（おおわだ よしえい / よしえ、1899年（明治32年）10月11日 - 1950年（昭和25年）8月27日）、または大和田義榮は、大正末から昭和前期の農業技術者、実業家、政治家。衆議院議員。

## 経歴
福島県出身。1922年（大正11年）福島県立蚕業学校（現福島県立福島明成高等学校）を卒業した。
福島県下の各養蚕組合の指導員となる。片倉製糸（現片倉工業）岩代工場蚕業技師に転じた。その後、同蚕業課長、日本蚕糸製造喜多方工場原料課長、同工場次長、会達製糸原料課長兼総務課長を歴任した。1945年（昭和20年）南会製糸取締役社長、1946年（昭和21年）日本蚕糸救国連盟会長に就任した。
1946年（昭和21年）4月の第22回衆議院議員総選挙に福島県全県区から日本自由党所属で出馬して落選。1947年（昭和22年）4月の第23回総選挙に福島県第2区から日本自由党公認で出馬して次点で落選。1949年（昭和24年）1月の第24回総選挙で民主自由党公認で出馬して当選し、衆議院議員に1期在任した。この間、日本自由党福島県支部総務、民主自由党福島県支部顧問、同福島県耶麻部会長などを務めた。議員在任中の1950年（昭和25年）8月に死去した。